# Định đề Bertrand
Định đề Bertrand là một định lý phát biểu rằng với bất kỳ số nguyên {\displaystyle n>3}, luôn tồn tại ít nhất một số nguyên tố {\displaystyle p} sao cho
{\displaystyle n<p<2n-2.}
Một công thức khác đẹp hơn tuy không chặt bằng: với mỗi số tự nhiên {\displaystyle n>1} luôn tồn tại ít nhất một số nguyên tố {\displaystyle p} sao cho
{\displaystyle n<p<2n.}
Một công thức khác, với {\displaystyle p_{n}} là số nguyên tố thứ n, thì với {\displaystyle n\geq 1}
{\displaystyle p_{n+1}<2p_{n}.}
Joseph Bertrand  (1822–1900) lần đầu đưa ra phỏng đoán trên năm 1845. Chính ông đã xác nhận phát biểu này đúng cho tất cả các số nằm trong khoảng [2, 3 × 106].
Giả thuyết của ông được chứng minh bởi Chebyshev (1821–1894) năm 1852 vậy nên định đề này đôi khi được gọi là định lý Bertrand–Chebyshev hay định lý Chebyshev.  Định lý Chebyshev cũng có thể phát biểu sử dụng {\displaystyle \pi (x)\,}, với {\displaystyle \pi (x)\,} là hàm đếm số nguyên tố (số các số nguyên tố không vượt quá {\displaystyle x\,}):
{\displaystyle \pi (x)-\pi ({\tfrac {x}{2}})\geq 1,\,} với mọi {\displaystyle \,x\geq 2.\,}

## Định lý số nguyên tố
Định lý số nguyên tố chỉ ra rằng số các số nguyên tố không vượt quá x xấp xỉ bằng x/ln(x), do đó khi thay x bằng 2x thì số các số nguyên tố không vượt quá 2x tiệm cận gấp đôi số các số nguyên tố không quá x (hạng tử ln(2x) và ln(x) tiệm cận bằng nhau).  Do đó số các số nguyên tố giữa n và 2n xấp xỉ bằng n/ln(n) khi n lớn, vì thế thực sự có nhiều số nguyên tố trong khoảng này hơn kết quả định đề Bertrand. Vậy nên định đề Bertrand yếu hơn nhiều so với định lý số nguyên tố. Tuy nhiên định lý số nguyên tố là một định lý chuyên sâu, trong khi định đề Bertrand có thể được phát biểu một cách dễ nhớ và chứng minh đơn giản hơn, đồng thời vẫn đúng với những giá trị nhỏ của n. (Thêm vào đó, định lý Chebyshev được chứng minh trước định lý số nguyên tố nên nhận được nhiều sự chú ý.)
Một vấn đề liên quan, giả thuyết Legendre hỏi rằng với mỗi n > 1, liệu có số nguyên tố p sao cho n2 < p < (n + 1)2 hay không. Lần này ta phỏng đoán sẽ có nhiều số nguyên tố nằm giữa n2  và (n + 1)2, nhưng trong trường hợp này định lý số nguyên tố không có tác dụng: số các số nguyên tố không quá x2 tiệm cận x2/ln(x2) còn số các số nguyên tố không quá (x + 1)2 tiệm cận (x + 1)2/ln((x + 1)2), tức lại tiệm cận x2/ln(x2). Vậy nên khác với trường hợp x và 2x ta không chứng minh được giả thuyết Legendre thậm chí với n lớn. Xấp xỉ sai số trên định lý số nguyên tố không đủ để chứng minh có ít nhất một số nguyên tố trong khoảng này.

## Tổng quát
Năm 1919, Ramanujan (1887–1920) sử dụng tính chất của hàm gamma đưa ra chứng minh đơn giản hơn. Bài báo gồm một tổng quát của định đề mà từ đó làm nền tảng cho khái niệm số nguyên tố Ramanujan. Tổng quát khác của số nguyên tố Ramanujan cũng xuất hiện, ví dụ như một chứng minh rằng
{\displaystyle 2p_{i-n}>p_{i}{\text{ với }}i>k{\text{ và }}k=\pi (p_{k})=\pi (R_{n})\,,}
trong đó pk là số nguyên tố thứ k và Rn là số nguyên tố Ramanujan thứ n.
Những mở rộng khác của định đề Bertrand cũng xuất hiện sử dụng những phương pháp cơ bản. (Từ đây về sau, n là một số nguyên dương.) Năm 2006, Mohamed El Bachraoui chứng minh rằng 2n và 3n. Năm 2011, Andy Loo chứng minh rằng tồn tại một số nguyên tố giữa 3n và 4n. Hơn thế nữa, ông chứng minh rằng khi n tiến tới vô hạn, số các số nguyên tố giữa 3n và 4n cũng tiến tới vô hạn, từ đó tổng quát những kết quả của Erdős và Ramanujan (xem định lý Erdős ở dưới).  Kết quả đầu tiên sử dụng những phương pháp cơ bản. Kết quả thứ hai dựa trên giới hạn giải tích của hàm giai thừa.

## Định lý Sylvester
Định đề Bertrand được cho là có thể áp dụng vào các nhóm hoán vị. Sylvester (1814–1897) tổng quát phát biểu yếu hơn như sau: tích của k số tự nhiên liên tiếp lớn hơn k chia hết cho một số nguyên tố lớn hơn k. Định đề Bertrand (yếu) có thể suy ra từ phát biểu trên với k = n và xét k số n + 1, n + 2, lên đến n + k = 2n với n > 1. Theo tổng quát của Sylvester, một trong những số này có một ước nguyên tố lớn hơn k. Do tất cả các số này đều nhỏ hơn 2(k + 1), số mà chứa ước nguyên tố lớn hơn  k chỉ có một ước nguyên tố, tức nó là một số nguyên tố. Chú ý rằng 2n không phải số nguyên tố, do đó tồn tại một số nguyên tố  p với n < p < 2n.

## Định lý Erdős
Năm 1932, Erdős (1913–1996) xuất bản một chứng minh đơn giản hơn sử dụng hệ số nhị thức và hàm Chebyshev ϑ, được định nghĩa như sau:
{\displaystyle \vartheta (x)=\sum _{p=2}^{x}\ln(p)}
với p ≤ x chạy trên tập các số nguyên tố. Xem chứng minh của định đề Bertrand để thêm chi tiết.
Năm 1934, Erdős chứng minh rằng với bất kỳ số nguyên dương k, tồn tại một số tự nhiên N sao cho với mợi n > N, có ít nhất k số nguyên tố nằm giữa n và 2n. Một phát biểu tương đương đã được chứng minh năm 1919 bởi Ramanujan (xem Số nguyên tố Ramanujan).

## Kết quả chặt chẽ hơn
Từ định lý số nguyên tố suy ra rằng với bất kỳ số thực {\displaystyle \varepsilon >0} có một số {\displaystyle n_{0}>0} sao cho với mọi {\displaystyle n>n_{0}} có một số nguyên tố {\displaystyle p} thỏa mãn {\displaystyle n<p<(1+\varepsilon )n}. Ví dụ như:
{\displaystyle \lim _{n\to \infty }{\frac {\pi ((1+\varepsilon )n)-\pi (n)}{n/\log n}}=\varepsilon ,}
đồng nghĩa với {\displaystyle \pi ((1+\varepsilon )n)-\pi (n)} tiến tới vô hạn (và lớn hơn 1 với giá trị đủ lớn của {\displaystyle n}).
Giới hạn không tiệm cận cũng đã được chứng minh. Năm 1952, Jitsuro Nagura chứng minh rằng với n ≥ 25, luôn có một số nguyên tố giữa n và (1 + 1/5)n.
Năm 1976, Lowell Schoenfeld chỉ ra rằng với n ≥ 2010760, luôn có một số nguyên tố giữa n và (1 + 1/16597)n.
Năm 1998, Pierre Dusart cải thiện kết quả trên trong luận án tiến sĩ rằng với k ≥ 463, pk+1 ≤ (1 + 1/(ln2pk))pk, và với x ≥ 3275, tồn tại một số nguyên tố giữa x và (1 + 1/(2ln2x))x.
Năm 2010 Pierre Dusart chứng minh rằng với x ≥ 396738 có ít nhất một số nguyên tố giữa x và (1 + 1/(25 ln2x))x.
Năm 2016 Pierre Dusart cải thiện kết quả năm 2010 của mình, chỉ ra rằng với x ≥ 468991632 có ít nhất một số nguyên tố giữa x và (1 + 1/(5000 ln2x))x.
Baker, Harman và Pintz chứng minh rằng có một số nguyên tố trong khoảng {\displaystyle [x,\,x+O(x^{21/40})]} với giá trị lớn của {\displaystyle x}.

## Hệ quả
- Dãy các số nguyên tố, cùng với 1 là một dãy số hoàn chỉnh; bất kỳ một số tự nhiên nào cũng viết được dưới dạng tổng của các số nguyên tố (và 1) sử dụng mỗi hạng tử nhiều nhất 1 lần.
- 1 là số điều hòa nguyên duy nhất.